# Puentecillas (Michoacán)
Puentecillas es una localidad del estado mexicano de Michoacán. Es parte del municipio de Zitácuaro.

## Demografía
| Gráfica de evolución demográfica |
|                                  |

| Censo | Población |
| ----- | --------- |
| 1960  | 445       |
| 1970  | 762       |
| 1980  | 757       |
| 1990  | 633       |
| 2000  | 898       |
| 2010  | 1032      |
| 2020  | 1084      |